# Jurij Dmitrijev
Jurij Aleksejevitj Dmitrijev (ryska: Юрий Алексеевич Дмитриев), född 28 januari 1956 i Petrozavodsk i Karelsk-finska SSR i Sovjetunionen, är en sovjetisk och rysk publicist, historiker, hembygdsforskare och ledare för medborgarrättsorganisationen Memorial i Karelen. Dmitrijev är känd för sina expeditioner  som har hittat gravplatser för den politiska repressionens offer i Karelen, i Sandarmoch och Krasnyj bor.

## Biografi

### Tidiga år
Dmitrijev föddes i Petrozavodsk. Han adopterades från ett barnhem, uppfostrades i en sovjetisk officersfamilj och växte upp i Dresden (DDR).Jurij Dmitrijev studerade vid Leningrads medicinska högskola, men avlade ingen examen.

### Karelsk aktivism, historisk forskning
1988 blev Dmitrijev medlem i den politiska organisationen "Karelens folkfront" (på ryska: Народный фронт Карелии, Narodnyj Front Karelii) och 1989–1991 assistent till Sovjetunionens folkdelegat Michail Fjodorovitj Zenko.
Dmitrijev är sekreterare i Petrozavodsk och medlem i Karelska republikens kommission för återupprättandet av rättigheterna för de rehabiliterade offren för den politiska repressionen. Sedan 1997 är han president för den regionala karelska organisationen "Akademien för socialt och rättsligt skydd".
Dmitrijev är känd som redaktör och utgivare av minnesböcker om offren för den politiska repressionen under 1930–940-talet i Karelen och om historien om byggandet av Vitahavskanalen samt som utforskare av Gulaglägrens gravplatser i Karelen.
Expeditioner ledda av Jurij Dmitrijev upptäckte i slutet 1990-talet massgravar med offer för den politiska repressionen i Karelen, i Sandarmoch och Krasnyj bor.

## Arbetsmetod
I skriften Fallet Jurij Dmitrijev beskriver författaren och journalisten Sergej Lebedev hur Jurij Dmitrijev har lyckats hitta namnlösa lägergravar genom att vara rationell och samtidigt vara en kombination av skicklig arkivforskare, envis undersökningsledare och likt en vandrande radar ha en tajgainvånares väderkorn. Hur han märker ut rummet,  arbetar som en demiurg direkt med varat, skapar ett någonting av detta bokstavliga ingenting, dessa oändliga namnlösa trakter sovjetmakten döpte på sina kartor och där avrättningsplatserna låg. Dmitrijev skapar och namnger de punkter där de efterlevandes minnen kan få fäste och kristalliseras.

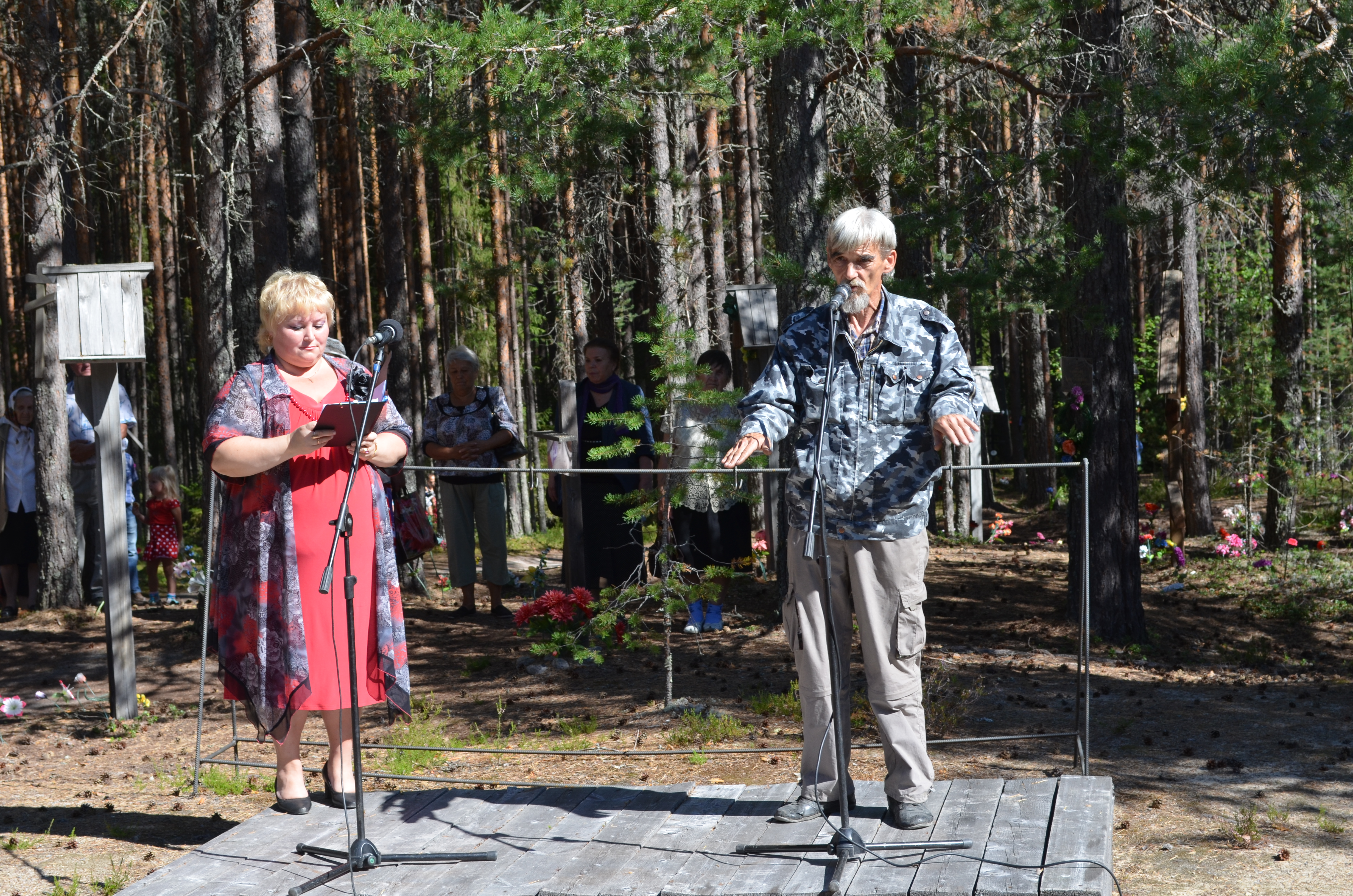
Jurij Dmitrijev i Sandarmoch (2013).

Under perioden av stalinistiska läger förlorade miljontals människor livet, ofta långt ifrån sina familjer och utan de begravningsritualer som är centrala i rysk tradition. Dessa ritualer ses i traditionell kontext som nödvändiga för att de avlidnas själar ska kunna finna frid. Jurij Dmitrijev har ägnat en stor del av sitt arbete åt att lokalisera gravar och återlämnande av kvarlevor, med fokus på området Sandarmoch, där det beräknas att över 9 000 människor avrättades mellan åren 1937–1938. Dmitrijevs arbete har möjliggjort för anhöriga att begrava sina släktingar och inrätta minnesmärken på brottsplatserna.
Sedan Dmitrijev upptäckte massgravarna i Sandarmoch 1997 har han hållits fängslad, något Sergei Lebedev menar skett genom falska anklagelser och fabricerade bevis, metoder han jämfört med de Stasi använde.

## Brottmål och frikännande

### Åtal och förundersökning
13 december 2016 greps Jurij Dmitrijev och arresterades sedan han anklagats för barnpornografibrott på grund av en anonym angivelse. Enligt förundersökningen har Dmitrijev framställt barnpornografi då han fotograferat sin adoptivdotter (som fyllde 11 år 2016) under några år (från 2012 till 2015), men utan att publicera fotografierna.
Den 2 mars 2017 blev Dmitrijev även officiellt anklagad för perverterade handlingar mot sin adoptivdotter) och för olagligt vapeninnehav, och hans arrestering förlängdes. Enligt förundersökningen har de "perverterade handlingarna" bestått i fotograferingen av det nakna barnet, med avsikt att framställa pornografiskt material varvid Dmitrijev även ska ha utnyttjat henne sexuellt.
Enligt den åtalades advokat V. Anufrijeva och S. Krivenko i FN:s råd för mänskliga rättigheter har fotografiet aldrig publicerats, skickats med e-post eller spridits via nätet. På fotot finns inga utomstående och föremål som skulle antyda en erotisk undertext. Tecken på pornografi upptäcktes på nio av 140 fotografier samlade i mappen "barnets hälsa" eller "hälsodagbok". Vad gäller anklagelsen om vapen (rättare sagt "en del av ett vapen) var det rostigt och obrukbart, enligt expertutlåtandet som gjordes efter arresteringen.

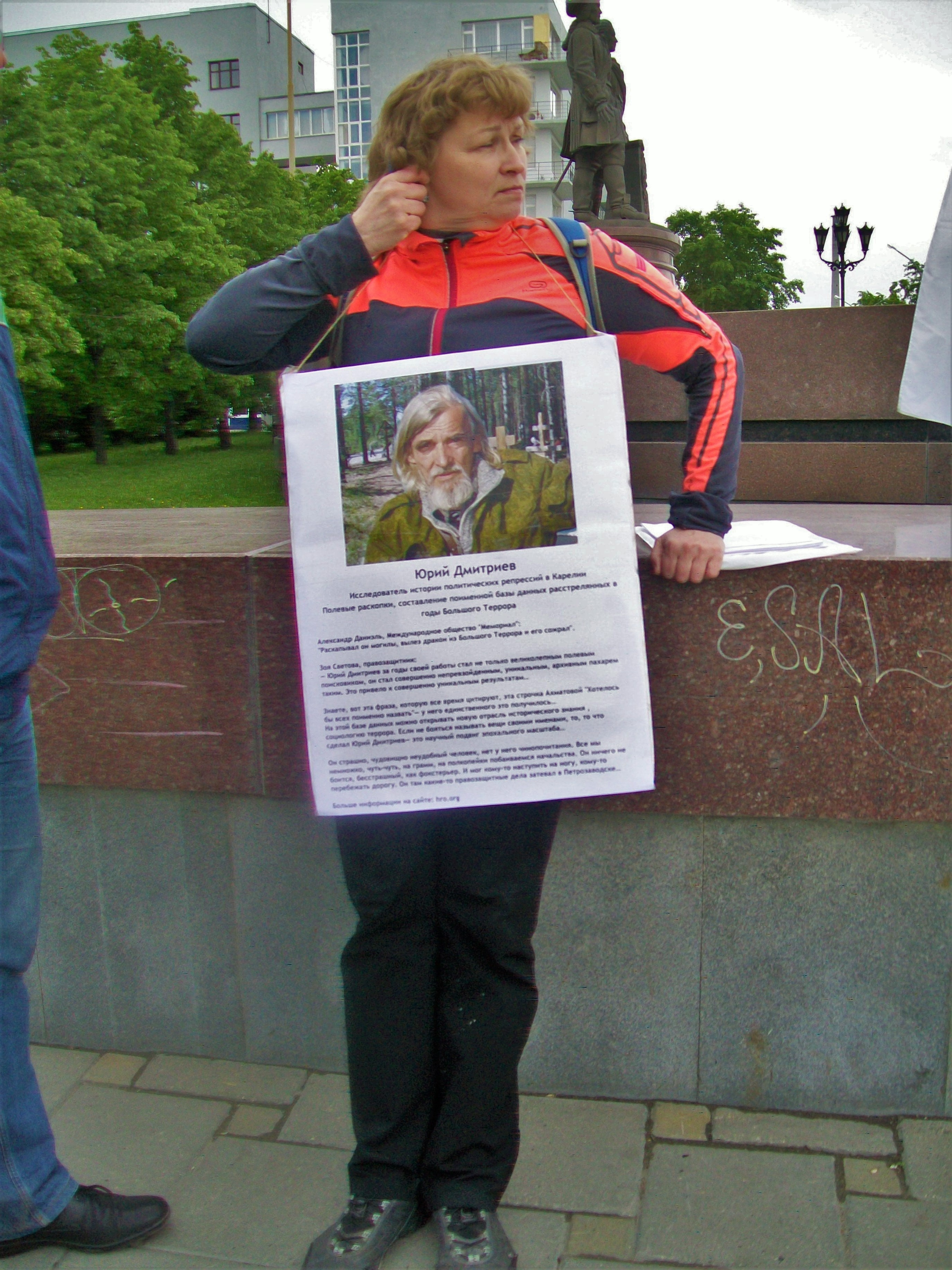
En demonstrant med Jurij Dmitrijevs porträtt i Jekaterinburg (6 juni 2017).

### Stödkampanj
Många tror att Dmitrijev är oskyldig och de startade en kampanj för hans frigivning. Karelens journalistförening publicerade ett upprop för hans sak. På portalen Change.org dök det upp en petion för hans frigivande, som under fem dagar undertecknades av mer än fem tusen människor. Till Dmitrijevs försvar framträdde även ukrainska aktivister, som publicerade ett internationellt upprop. Ledningen för "Memorial" ställde också upp på Dmitrijevs sida. Redan den 17 december vände sig "Memorials" ordförande Arsenij Roginskij till republiken Karelens allmänne åklagare och meddelade att anklagelserna mot Dmitrijev var "fullkomligt osannolika".
Poeten Dmitrij Bykov framträdde till Dmitrijevs försvar i en radioutsändning 2 juni 2017 och kallade hans fall för absurt och fabricerat. Han jämförde Dmitrijevs arbete med att återupprätta dem som begravts av repressionen med ett helt vetenskapligt institut. Till Dmitrijevs försvar har många fler framträtt: Boris Grebenstjikov, sångare och gitarrist i Aquarium (musikgrupp), regissören Andrej Zvjgintsev, ett antal kyrkliga ledare, författarna Boris Akunin och Ljudmila Ulitskaja, journalister och aktivister.
I maj 2020 bad 155 offentliga personer ordföranden för Karelens högsta domstol, Anatolij Nakvas, att frige 64-årige historikern Jurij Dmitrijev från häktet i Petrozavodsk, där han suttit arresterad i tre år.
I juni 2020 vände sig nobelpristagarna i litteratur Herta Müller och Svetlana Aleksijevitj och Goncourtpristagaren Jonathan Littell till Europarådets människorättskommissarie Dunja Mijatović för att ge Dmitrijev sitt stöd. De uttryckte sina farhågor om att processen skulle göras kort med historikern för att "utplåna minnet av repressionen."

### Rättegång
Domstolsförhandlingarna mot Dmitrijev började 1 juni 2017 i Petrozavodsk. Han hotades av 15 års fängelse.
Nästa domstolsförhandling 15 juni avbröts först på grund av ett misstänkt paket (alla evakuerades från rättsalen) och flyttades sedan fram till 20 juni på grund av att ett av åklagarsidans vittnen uteblev.
Försvaret anser att förhalandet av processen kan vara medvetet för att avleda allmänhetens uppmärksamhet och försvåra inkallandet av vittnen och experter. På domstolsförhandlingen 22 juni förklarade försvarets expert, presidenten för Nationella sexologiinstitutet Lev Stjeglov, att fotografierna inte kunde anses som pornografi. Han kritiserade även förundersökningens expertutlåtande och kallade det för "ett nästan humoristiskt dokument".
27 december 2017 fattade domstolen beslut om att Jurij Dmitrijev skulle frisläppas ur häktet 28 januari (hans födelsedag) 2018 mot ett skriftligt medgivande om att han inte skulle lämna landet, men domstolen beslutade samtidigt att han skulle genomgå en psykiatrisk undersökning.
28 december skickades Dmitrijev med flyg till Moskva för den psykiatriska undersökningen i det federala medicinska forskningscentret för psykiatri och narkologi uppkallat efter Serbskij.

### Frigivning
Redan 27 januari 2018 frisläpptes Jurij Dmitrijev ur häktet efter ett år och en månad när han hade undertecknat en förbindelse om att inte lämna bostadsorten.
| ”                 | Milt uttryckt kastades jag ut från fängelset några minuter före kl. 7 på morgonen, utan pengar, utan att kunna ringa hem | „ |
| – Jurij Dmitrijev | |   |

### Frikännande
5 april 2018 frikändes Jurij Dmitrijev från anklagelserna om barnpornografi. Samtidigt dömdes han till två och ett halvt år för olaga vapeninnehav, men i praktiken blev straffet 3 månader på grund av den tid han redan hade avtjänat.

### Upphävande av den friande domen
13 april 2018 överklagade Petrozavodsks åklagarmyndighet hans friande dom med hänvisning till diskrepansen mellan domstolens beslut och de faktiska omständigheterna i målet och för brott mot strafflagstiftningen under rättsprocessen. Överklagandet prövades av högsta domstolen i Karelen..
Den 14 juni 2018 upphävde högsta domstolen i Karelen frikännandet av Jurij Dmitrijev, vilket innebar att hela målet omprövades igen. 27 juni greps Jurij Dmitrijev och dagen därpå blev det känt att ett nytt brottmål hade väckts mot honom, och att han kunde kvarhållas i arresten i två månader. Försvaret överklagade beslutet.
25 september förlängde domstolen i Petrozavodsk häktningen av Dmitrijev i tre månader, till 25 december 2019.
12-20 december pågick rättegången mot Dmitrijev i Petrozavodsk bakom lyckta dörrar, vilket inte hindrade en grupp människor att samlas för att visa sitt stöd för historikern Dmitrijev.
Dessförinnan, 10 och 11 december 2019, påminde journalisten Nikolaj Svanidze president Vladimir Putin om fallet med den karelska historikern Dmitrijev och människorättsorganisationernas problem, då presidentens råd för civilsamhället och mänskliga rättigheter sammanträdde i Kreml.
13 december 2019 förlängde domstolen i Petrozavodsk Jurij Dmitrijevs kvarhållande i arresten till 25 mars 2020.
Därefter har kvarhållandet i arresten förlängts flera gånger genom domstolsbeslut bakom lyckta dörrar.
När Dmitrijevs försvarsadvokat överklagade beslutet om ytterligare förlängning av kvarhållande i arresten, i maj 2020, blev det avslag från Karelens högsta domstol, trots att coronavirus hade upptäckts i Petrozavodsks häktesavdelning och Dmitrijev tillhör riskgruppen för Covid-19.
Jurij Dmitrijev kvarhölls därmed i arresten till rättegången som inleddes 6 juli 2020.

### Domen 22 juli 2020
Domstolen i Petrozavodsk dömde 22 juli 2020 Jurij Dmitrijev till 3 och ett halvt års fängelse för sexuellt utnyttjande av barn. Han friades från olaga vapeninnehav och barnpornografibrott. Åklagaren hade yrkat på 15 år.
I praktiken blir straffet cirka 2 månader på grund av den tid han redan hade avtjänat, enligt Dmitrijevs advokat Viktor Anufrijev.
| ”                                                          | Ryssland har nått en punkt där flera fabricerade och rättsvidriga domar uppfattas som halva segrar när straffet inte blir alltför hårt. Senast i raden är den ryska historikern Jurij Dimitriejev som dömdes till tre och ett halvt års fängelse för sexuella övergrepp på sin adopterade dotter. Eftersom tiden som han har suttit häktad kommer att räknas av från straffet blir han fri om några månader. Därför har domen mötts med en lättnadens suck bland de många ryska aktivister, kulturpersonligheter och intellektuella som har protesterat mot åtalet. Han slipper att förtvina i en rysk straffkoloni – åklagaren hade yrkat på femton års fängelse – men domen innebär ändå en travesti på rättvisa, ett karaktärsmord och en tragedi för familjen. | „ |
| – Stefan Ingvarsson, Sveriges kulturråd i Moskva 2015-2020 | |   |

### Ny dom 29 september 2020
29 september 2020 fastställde högsta domstolen i Petrozavodsk i ryska Karelen den tidigare domen mot Jurij Dmitrijev. Han dömdes för ”sexuell handling mot minderårig” och domstolen förlängde dessutom straffet från 3,5 till 13 års fängelse.

### Överklagande och ny dom
I november 2020 överklagade Dmitrijev domen hos kassationsdomstolen.
24 november började domstolen i Petrozavodsk granska fallet på nytt och förlängde Dmitrijevs arrest till slutet av februari 2021.
16 februari 2021 fastställde kassationsdomstolen domen utan ändringar.
12 oktober 2021 avslog högsta domstolen i Ryssland begäran att ompröva fallet.
27 december 2021 skärpte domstolen i Petrozavodsk straffet till 15 år.

| ” | Allt gick precis som det var meningen. Den vertikala maktstrukturen fungerar. | „ |
| – Konstaterade den ryske historikern Jurij Dmitrijev när domen lästes upp och han fick 15 års fängelse istället för 13. |                                                                               |   |

## Familj
Jurij Dmitrijev har varit gift två gånger. I första äktenskapet fick han dottern Jekatarina Klodt och en son (som bor i Moskva). Genom Jekaterina har han två barnbarn. Dmitrijev skiljde sig från sin första hustru när barnen fortfarande var minderåriga. Men de bodde vissa tider hos sin far.
I sitt andra äktenskap fick Dmitrijev inga barn. Därför adopterade han Natalija. Efter åtalet har Natalija blivit fråntagen familjen och förhindrats att umgås med Dmitrijevs släktingar.

## Artiklar på svenska om Jurij Dmitrijev
- Fallet Jurij Dmitrijev (Ariel förlag) 2018. (Gotlandssamtal. En skriftserie ägnad det fria ordets ställning i Ryssland). Finns även att läsa on line.[59]
- Gunnar Ardelius Världens historia göms i våra hjärtan. Understreckare i SvD 21 juni 2018
- Maria Georgieva Här begravdes Stalins offer. Artikel i SvDs nätupplaga 19 oktober 2018. I papperstidningen 21 oktober 2018
- Dmitrievs öde uppskjutet ännu en gång. Artikel i SvDs nätupplaga 25 december 2019. Läst 25 december 2019.
- Slutet nära för fallet Jurij Dmitriev. Artikel i Frivärld (Stockholm Free World Forum) av Kaa Eneberg 17 juli. Läst 19 juli 2020.
- Jurij Dmitrijev, kapitel 17 i Anna-Lena Lauréns bok Sammetsdiktaturen. Motstånd och medlöpare i dagens Ryssland., Norstedts förlag, 2021, ISBN 978-91-1-310863-6

## Utmärkelser
- Förtjänstkorset i guld (polskt), 2015.[60][61]
- Priset Rysslands gyllene fjäderpenna (20 oktober 2005)[62]
- Karelska republikens hedersdiplom (2016)
- Stiftelsen Anna Dahlbäcks Minnesfonds stipendium 2020[63]